# إنيرهودار
إنيرهودار (Енергодар) هي مدينة في مقاطعة زابوريزكا في أوكرانيا ويبلغ عدد سكانها 54490 نسمة وذلك حسب إحصائيات سنة 2015. يبلغ ارتفاع المدينة عن سطح البحر قرابة 29 متر. تبلغ مساحتها 63,5 كم².

## معرض صور

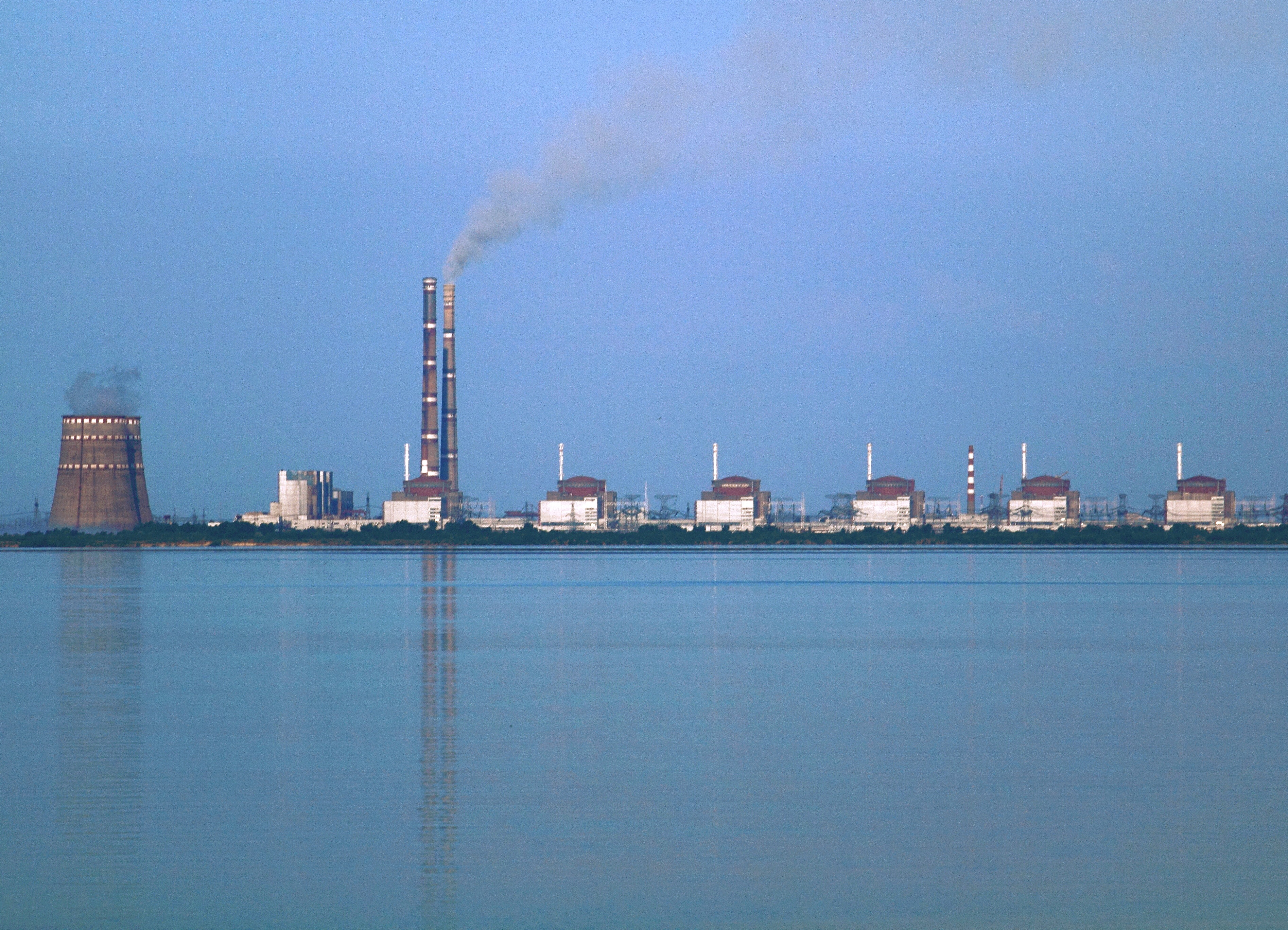
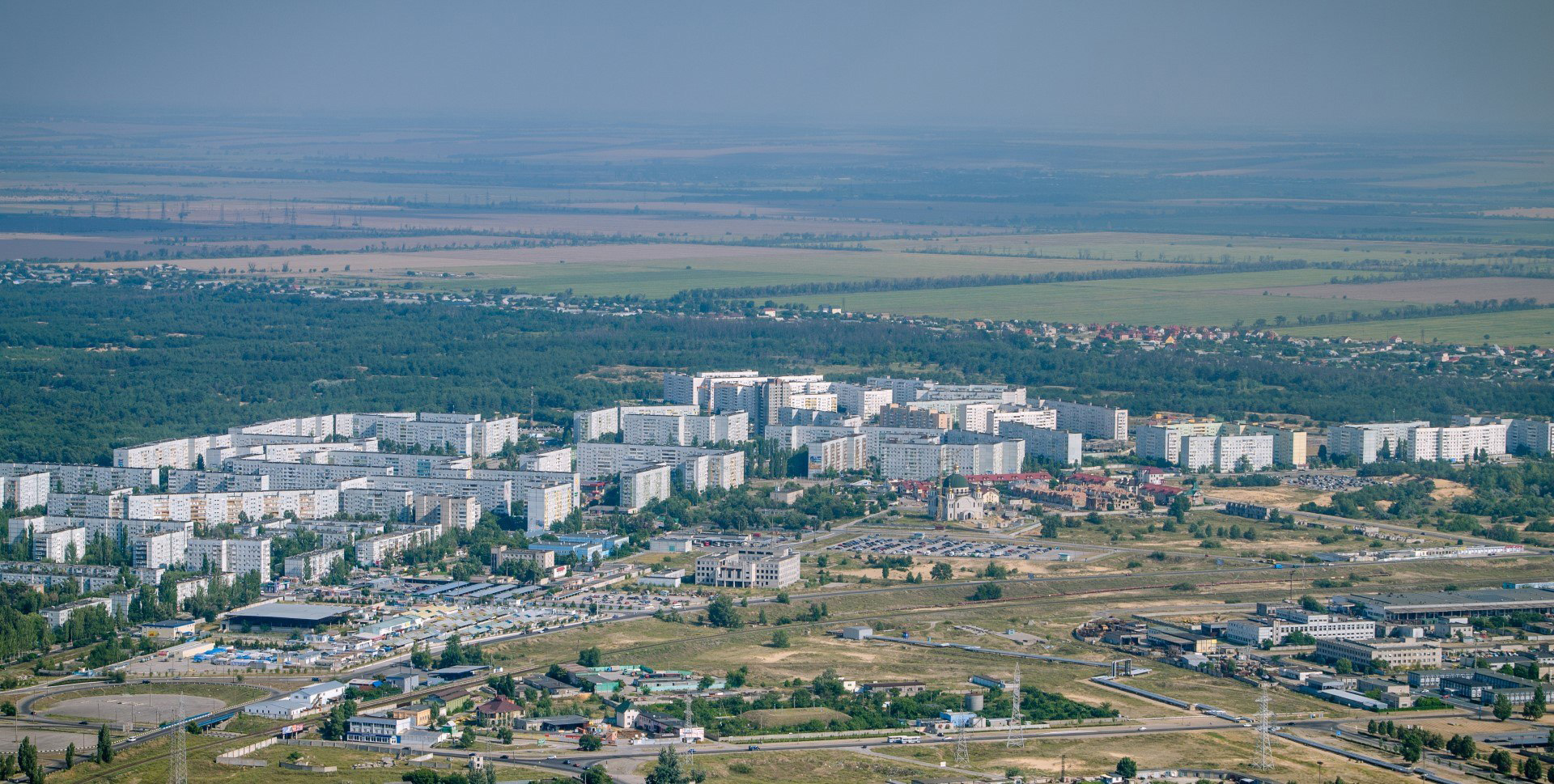
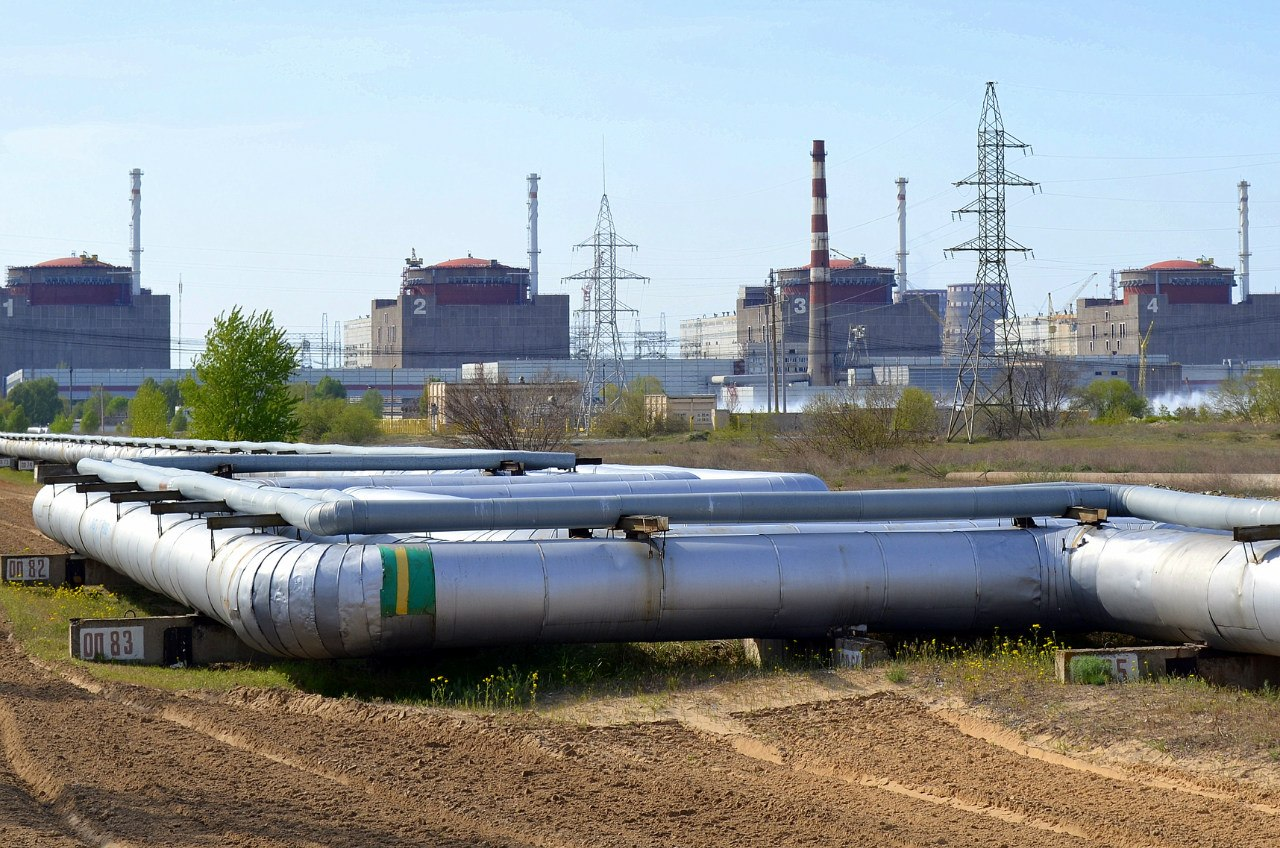
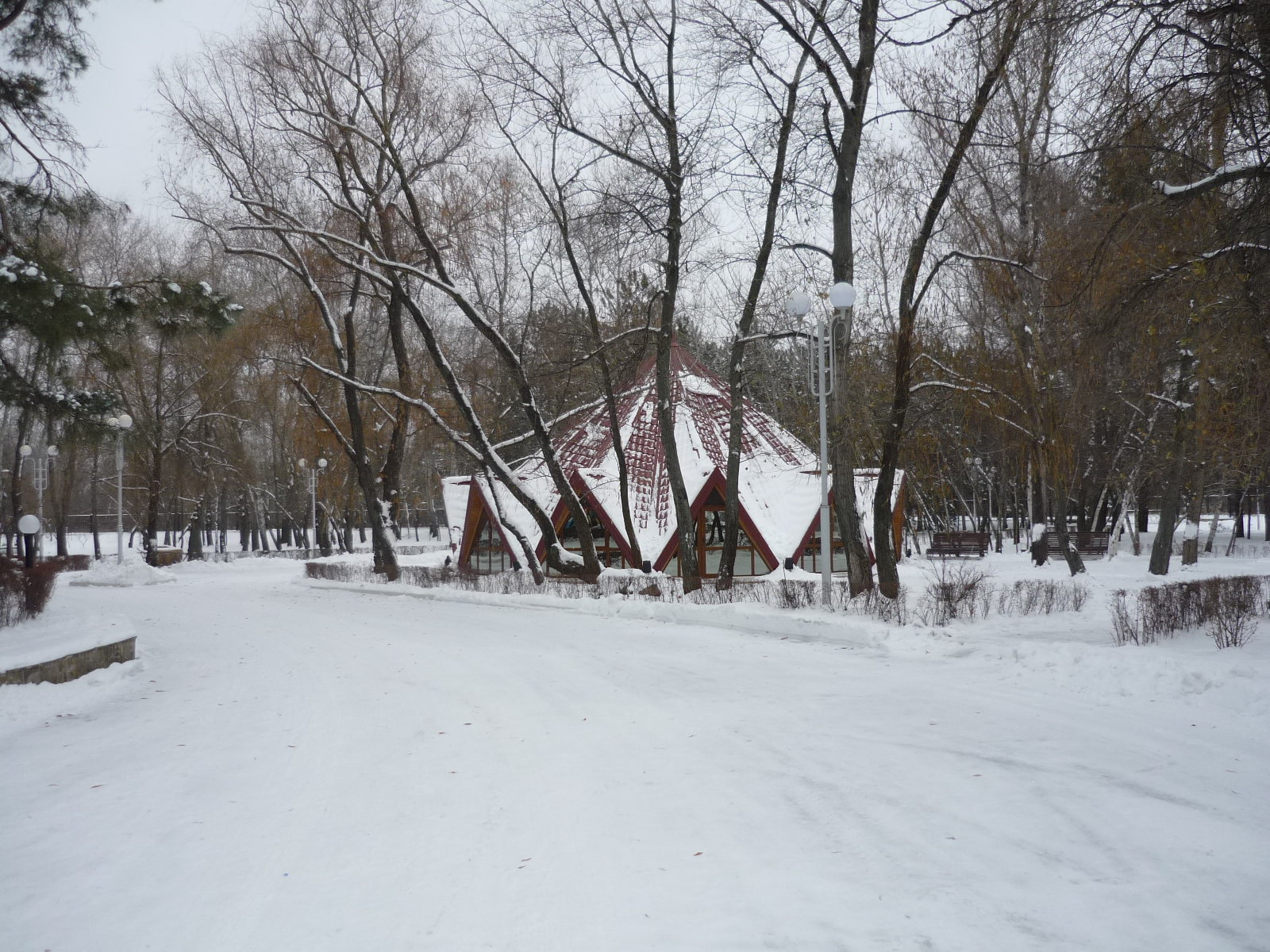
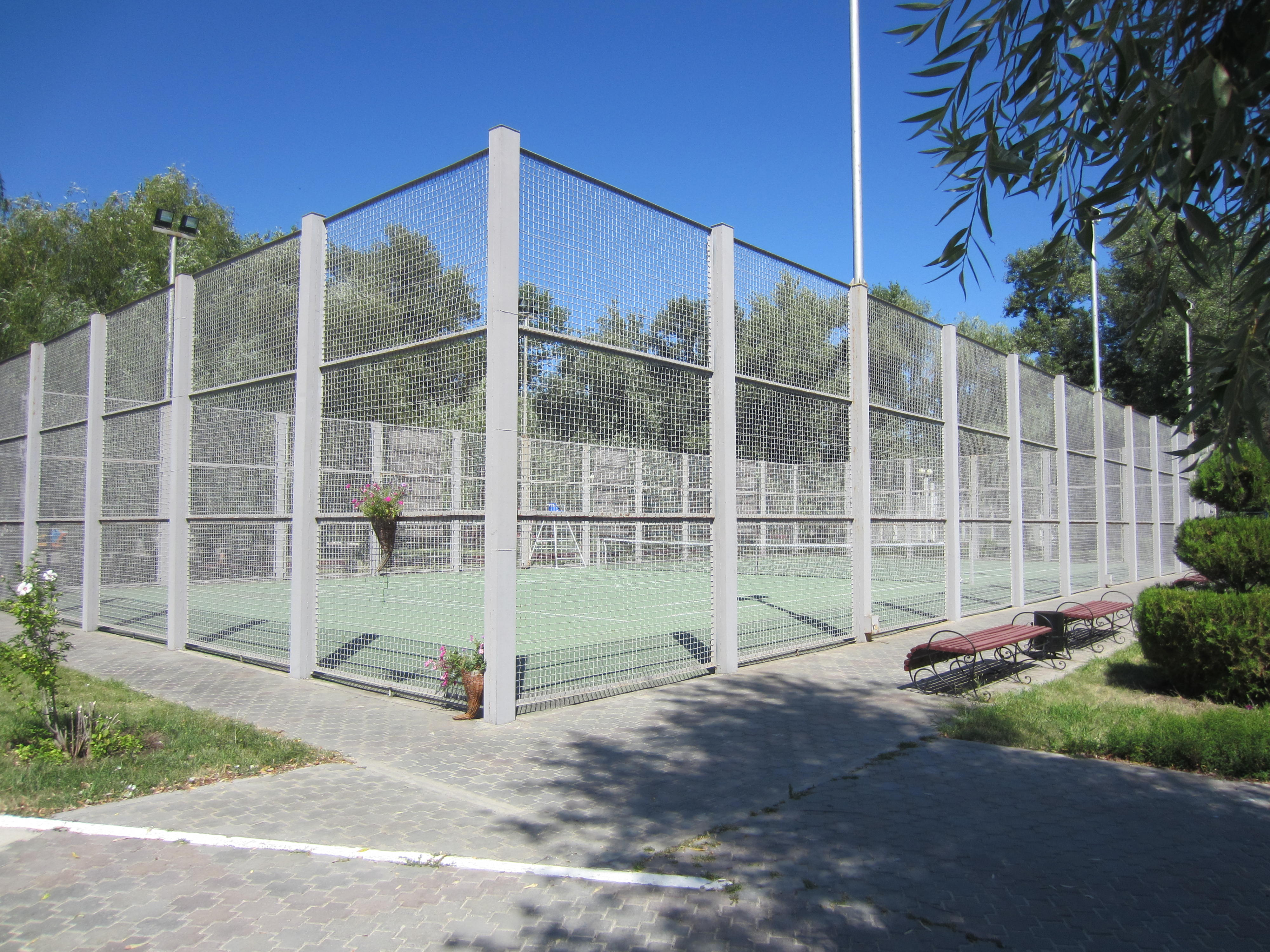
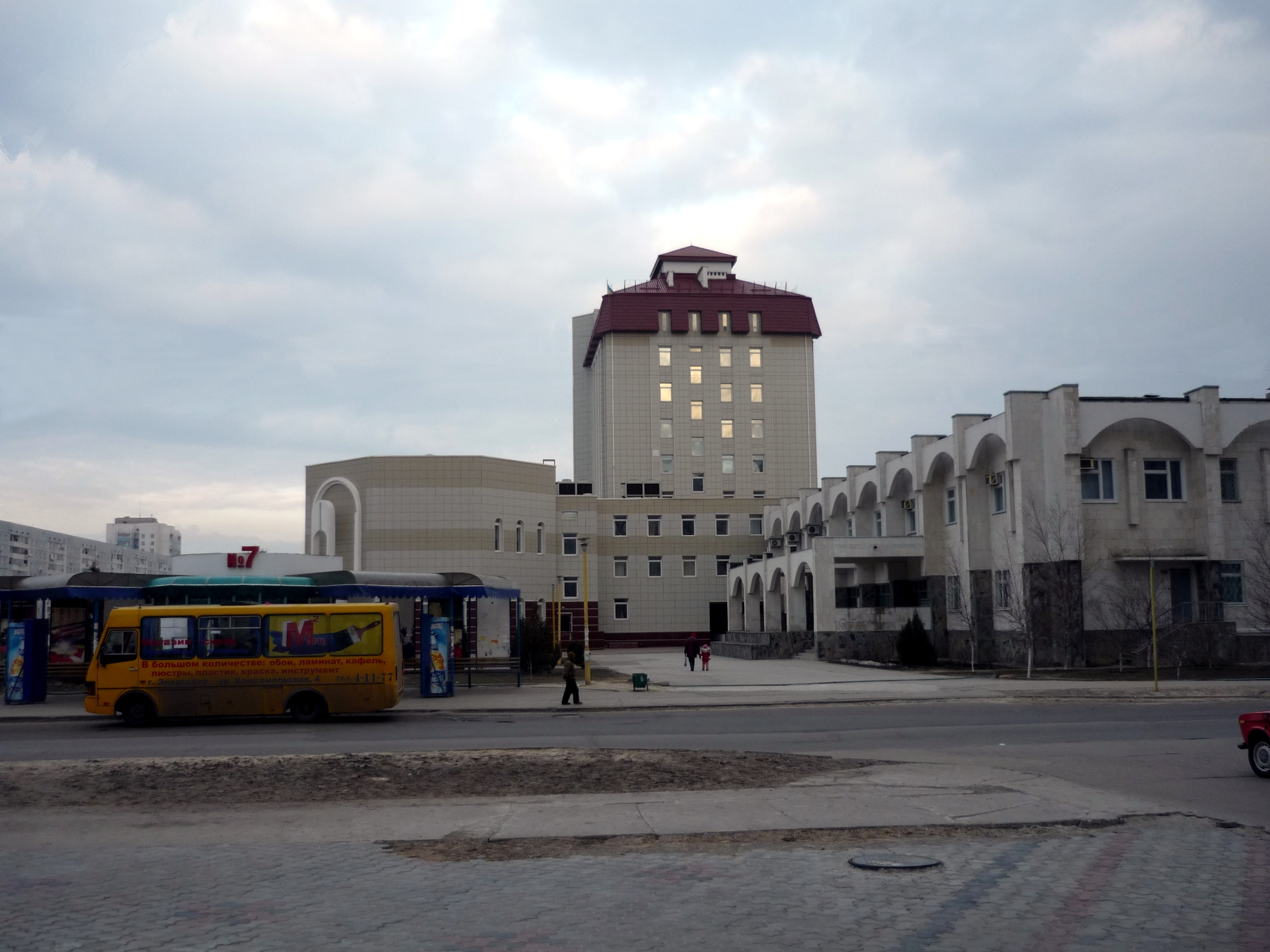

## أعلام
- فولوديمير سيدورينكو
- فاليري سيدورينكو